# Politická korektnost
Politická korektnost (anglicky political correctness, do češtiny též překládáno jako společensky nezávadná mluva) označuje způsob použití jazyka, jehož cílem je neutrální (citově nezabarvené) a nehanlivé vyjadřování ve veřejném prostoru, zejména vůči etnickým nebo sociálním skupinám. Politická korektnost tak usiluje o nahrazení předsudků, stereotypů a označení, která mohou být považována za urážlivá nebo mající negativní konotace a ve výsledku tak jsou pro danou skupinu společensky poškozující, týká se však i požadavku na genderově neutrální (nesexistické) použití jazyka.
Počátky používání tohoto termínu spadají do 60. let 20. století, kdy byla politická korektnost satirickým označením uvnitř levicového hnutí ve Spojených státech amerických. Ve svém současném významu se začal objevovat záhy v 80. letech, kdy začal být využíván konzervativci pro kritické označení liberálních aktivit. Výrazně zpopularizován byl následně v 90. letech v souvislosti s jeho hojným používáním v The New York Times a jiných amerických médiích. Do českého prostředí začal termín politická korektnost pronikat v 10. letech 21. století, výrazně zpopularizován pak byl v době migrační krize českou konzervativní pravicí.
Ve veřejném diskurzu a v médiích je obecně užíván pejorativně jako něco zbytečného a nechtěného. Pravicoví političní komentátoři v souvislosti se snahami o politicky korektní vyjadřování často mluví o cenzuře a omezování svobody slova ve prospěch menšin. Komentátoři z levé části politického spektra naopak tvrdí, že konzervativci využívají koncept politické korektnosti, aby odvedli pozornost od vlastního diskriminačního chování, neslušnosti a recyklování škodlivých stereotypů vůči těmto menšinovým skupinám obyvatel.

## Genderově (rodově) neutrální jazyk
V USA se volání po genderově neutrálním (nesexistické) vyjadřování začalo objevovat v 70. letech 20. století, kdy se na základě mnoha studií prováděných v té době zjistilo, že tvary profesí v generickém maskulinu si lidé automaticky spojují s muži, což by ve výsledku mohlo v pracovním životě znevýhodňovat ženy, např. při šancích na přijetí nebo povýšení. Změna se projevovala například nahrazováním slov s morfémem „-man“ (muž) jinými tvary (-er, -person, člověk), např. spokesperson místo spokesman či police officer místo policeman.
Přenášení těchto snah z angličtiny do dalších jazyků často naráží na jejich odlišnou strukturu, protože gramatický rod má například ve flektivních jazycích jiné použití i souvislosti.
Čeští genderoví lingvisté a lingvistky usilují o důsledné přechylování, tedy paralelní uvádění obou rodových alternativ, např. pekař a pekařka či sekretář a sekretářka, nebo používání dalších prostředků genderově vyváženého vyjadřování, za sexistickou je někdy považována také tradiční přípona -ová ve vlastních jménech žen, protože její původní význam je přivlastňovací (Novák a Novákova, dnes psáno dlouze Nováková), a proto podle některých konzervuje podřízené postavení žen.